# 인도네시아의 경제
인도네시아의 경제는 동남아시아에서 가장 크고 세계의 신흥 시장 경제 중 하나이다. 인도네시아는 중하위 소득 국가이자 G20 회원국으로서 신흥 공업국으로 분류된다. 명목 GDP로는 세계 16위, 국내총생산(PPP)으로는 세계 7위다. 2019년에 400억 달러로 추산되는 인도네시아의 인터넷 경제는 2025년까지 1,300억 달러 선을 넘을 것으로 예상된다. 인도네시아는 국내 시장과 정부 예산 지출과 국영 기업 소유(중앙 정부가 141개 기업을 소유함)에 의존한다. 다양한 기초 상품(쌀과 전기 포함)의 가격 관리 또한 인도네시아의 시장 경제에서 중요한 역할을 한다. 하지만, 1990년대 이후, 경제의 대부분은 개별 인도네시아인들과 외국 회사들에 의해 통제되어 왔다.
1997년 외환위기 이후, 정부는 채무 재조정을 통해 부실 은행 대출과 기업 자산을 인수하여 민간 부문 자산의 상당 부분을 보유하게 되었고, 구금되어 있던 기업들은 몇 년 후 민영화를 위해 매각되었다. 1999년 이래로, 경제는 회복되었다. 최근 몇 년간 성장이 4~6% 이상으로 가속화되었다.
2012년, 인도네시아는 인도를 중국에 이어 두 번째로 빠르게 성장하는 G20 경제로 대체했다. 그 이후로, 연간 성장률은 약 5%로 변동했다. 그러나 인도네시아는 2020년 코로나19 범유행으로 경제성장률이 -2.07%로 추락하면서 경기 침체에 직면했다. 이것은 1997년 위기 이후 최악의 성장이었다.
인도네시아는 2045년까지 세계에서 4번째로 큰 경제대국이 될 것으로 예측된다. 조코 위도도는 그의 내각의 계산에 따르면 2045년까지 인도네시아 인구는 3억 9백만 명이 될 것이라고 말했다. 그 때가 되면 인도네시아는 독립 100주년을 맞이하게 될 것이다. 위도도의 추정에 따르면, 5~6%의 경제 성장과 9조 1천억 달러의 GDP가 있을 것이다. 인도네시아의 1인당 소득은 미화 29,000달러에 이를 것으로 예상된다.

## 구조
인도네시아는 2020년 코로나19 범유행으로 경제성장률이 -2.07%로 추락하면서 1997년 위기 이후 최악의 성장률을 기록했다. 많은 호텔들이 바이러스의 확산을 줄이기 위해 문을 닫고 운영하지 않을 수 밖에 없었기 때문에 교통과 숙박은 코로나19의 발발에 의해 상당한 영향을 받았다.

## 부문

### 농업

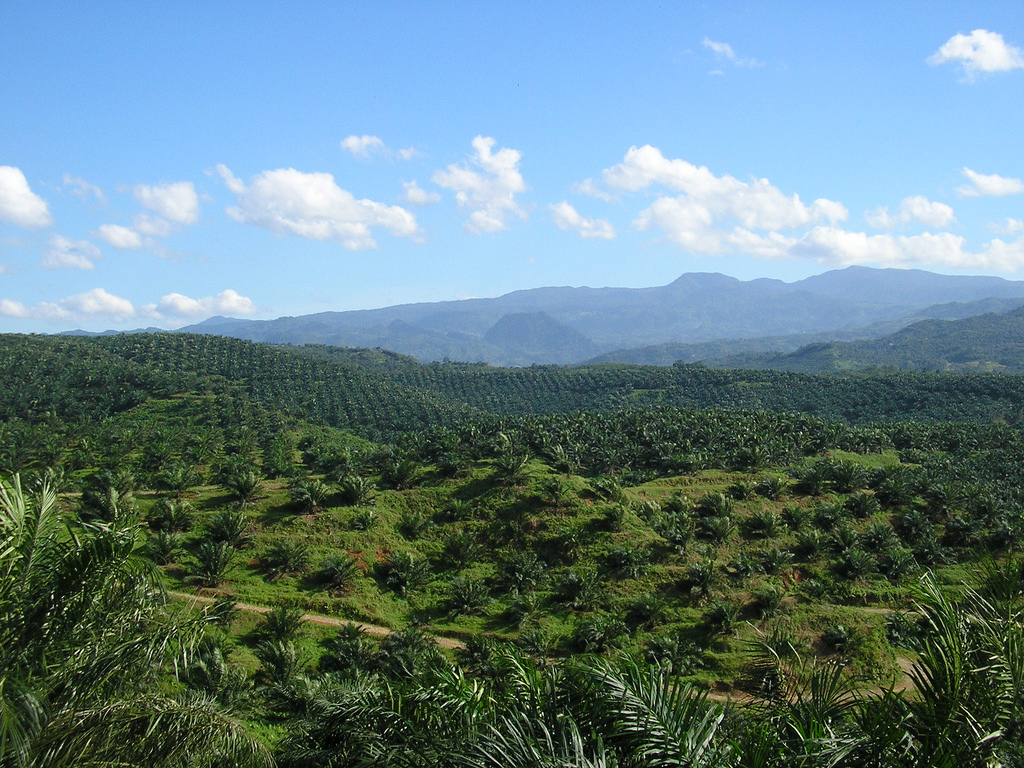
현재, 인도네시아는 세계에서 가장 큰 팜유 생산국이다.

농업은 국내총생산(GDP)의 14.43%에 기여하는 핵심 분야로, 현재 농업에 사용되는 국토 면적의 약 30%가 있으며 약 4900만 명(전체 노동력의 41%)이 고용되어 있다. 주요 농산물로는 쌀, 카사바, 땅콩, 천연 고무, 코코아, 커피, 팜유, 코프라, 가금류, 쇠고기, 돼지고기, 계란 등이 있다. 야자유 생산은 인도네시아가 세계 최대 생산국이자 세계 공급량의 약 절반을 제공하는 소비국이기 때문에 경제에 필수적이다. 2007년 현재 전국의 플랜테이션은 600만 헥타르에 걸쳐 있으며, 2017년에는 생산성을 높이기 위해 470만 헥타르를 추가로 플랜팅할 계획이다. 동남아시아의 팜유 생산에는 많은 부정적인 사회적, 환경적 영향이 있다.

#### 해산물
2015년, 해산물의 총 생산량은 약 2231만 미터톤에 달했고, 약 181억 달러의 가치가 평가되었다. (내륙과 해양 모두) 야생 어류 포획의 경우 2011년~2015년에는 생산 추세가 꾸준했고, 같은 기간 양식에서 생산량이 급격히 증가했다.

### 석유 및 광업

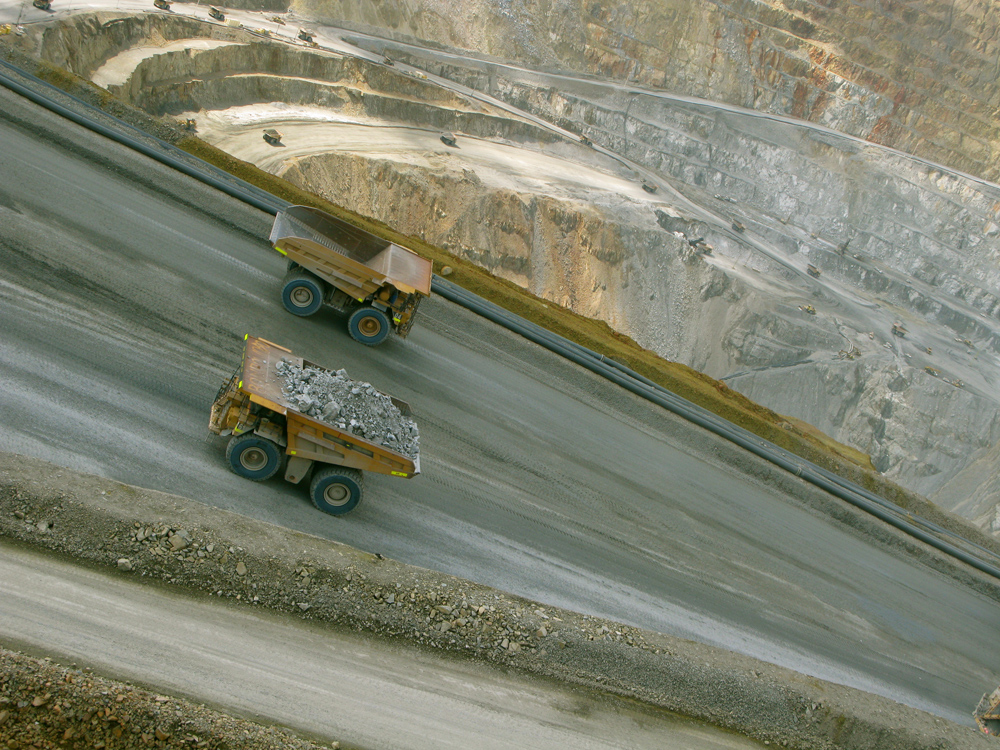
NTB 서숨바와의 광산 지역에 있는 광석 트럭

인도네시아는 2008년까지 석유 수출국 기구(OPEC)의 유일한 아시아 회원국으로 현재 석유 순수입국이다. 1999년 원유와 콘덴세이트 생산량은 하루 평균 150만 배럴(24만 m3)이었고 1998년 정유 등 석유와 가스 부문은 국내총생산(GDP) 대비 약 9%를 기여했으며 2005년 현재 원유와 콘덴세이트 생산량은 하루 107만 배럴(17만 m3)이었다. 그것은 주로 유전의 노화와 석유 생산 장비에 대한 투자 부족으로 인해 1990년대보다 상당히 감소했음을 나타낸다. 이러한 생산 감소는 연간 약 5.4%의 내수가 크게 증가하여 2005년 석유 수입에 12억 달러의 비용이 들 것으로 추산된다. 그 주는 모든 석유 및 광물 권리를 소유하고 있다. 외국 기업들은 생산 분담과 근로 계약을 통해 참여한다. 석유와 가스 도급업체는 계약 지역의 모든 탐사, 생산 및 개발 비용을 조달해야 하며 생산된 석유와 가스로부터 운영, 탐사 및 개발 비용을 회수할 수 있다. 인도네시아는 이전에 가격을 낮게 유지하기 위해 연료 가격에 보조금을 지급했고 2004년에는 70억 달러의 비용이 들었다. SBY는 여러 단계에서 연료 가격에 대한 정부 보조금의 대폭적인 축소를 의무화했다. 정부는 보조금 삭감이 2005년 예산 적자를 작년의 약 1.6퍼센트에서 1퍼센트로 줄이는 것을 목표로 한다고 발표했다. 동시에, 정부는 어려움을 완화하기 위해 자격이 있는 시민들을 위해 일회성 보조금을 제공했다.
인도네시아는 세계에서 가장 큰 주석 시장이다. 광물 생산은 전통적으로 보크사이트, 은, 주석에 집중되었지만, 수출 시장을 위해 구리, 니켈, 금, 석탄 생산량을 늘리고 있다. 1993년 중반, 광부 에너지부는 석탄 부문을 외국 투자에 다시 개방하여 인도네시아 석탄 생산업체와 BP, 리오 틴토 그룹 간의 합작 투자를 이끌어냈다. 1999년 총 석탄 생산량은 5,500만 톤을 포함하여 7,400만 톤에 달했고 2011년에는 3억 5,300만 톤이었다. 2014년 기준으로, 인도네시아는 총 생산량 458 Mt, 수출량 382 Mt의 3위 생산국이다. 이 속도라면, 매장량은 2075년까지 61년 만에 소진될 것이다. 내수시장 의무화(DMO) 규정상 모든 생산품을 수출할 수 있는 것은 아니다. 2012년 DMO는 24.72%였다. 2014년부터는 저급 석탄 수출이 금지되어, 석탄의 칼로리를 4,500에서 6,100kcal/kg로 끌어올리는 개량된 갈색 석탄 공정이 남칼리만탄주과 남수마트라주에 건설될 것이다. 인도네시아는 또한 세계에서 가장 큰 니켈 생산국이다.
두 개의 미국 회사가 인도네시아에서 구리/금 광산을 세 개 운영하고 있으며 캐나다와 영국 회사는 각각 니켈과 금에 상당한 다른 투자를 하고 있다. 베단타 리소시즈와 타타 그룹과 같은 인도의 운세 그룹도 인도네시아에서 상당한 광산 사업을 하고 있다. 1998년 인도네시아 금과 구리 생산의 가치는 각각 10억 달러와 8억 4300만 달러였다. 금, 구리, 석탄 수입은 광물 채굴 부문에서 1998년에 벌어들인 30억 달러의 84%를 차지했다. 세계 알루미나 생산량의 5%를 생산하는 알루미나 프로젝트가 추가되면 인도네시아는 세계에서 두 번째로 큰 알루미나 생산국이 될 것이다. 이 프로젝트는 광석을 알루미늄으로 만들지 않을 것이다. 인도네시아의 다른 회사들에 의해 더 많이 개발될 수 있는 100종의 알루미나 파생상품이 있기 때문이다.
조코 위도도 행정부는 프리포트 맥모란, 토탈 SA, 셰브론과 같은 다국적 기업들이 지배하는 일부 자산을 국유화하면서 SSY의 자원 민족주의 정책을 계속했다. 2018년, 수입 감축을 목표로 인도네시아에 진출한 석유 회사들은 국영 페르타미나에게 원유를 판매하라는 명령을 받았다.

### 제조업
인도네시아의 제조업 부문은 역사적으로 인도네시아의 경제 발전에 중요한 역할을 해 왔고 현재 국내총생산의 20%에 기여하고 있다. 정부는 2030년까지 제조업이 이 목표의 중심에 있는 세계 10대 경제대국으로 인도네시아를 밀어넣겠다는 야심찬 계획을 가지고 있다. 주요 생산 분야에는 섬유, 의류, 식품 및 음료(F&B), 전자제품, 자동차 및 화학제품이 포함되며, 이 분야의 제조업체 대부분은 중소기업으로 구성되어 있다. 이 부문은 2016년 이후 전년대비 4%의 지속적인 성장을 기록했으며 2019년 1월부터 9월까지 147조 루피아(89억 달러)의 투자를 기록했다.
인도네시아는 최근 세계에서 10번째로 큰 제조업 국가가 되었다. 이 나라의 대형 제조업 부문은 국가 총 GDP의 거의 4분의 1을 차지하며 인도네시아 근로 연령 인구의 5분의 1 이상을 고용하고 있다. 이런 관점에서 볼 때, 인도네시아의 제조업 부문은 현재 영국, 러시아, 멕시코의 제조업 부문보다 더 크다. 산업 부문(제조업 포함)은 지역 노동자의 21%를 차지한다(최근 몇 년 동안 더욱 두드러짐). 인도네시아의 노동력은 약 1억 2천만 명으로 추산되며, 매년 약 240만 명씩 증가하고 있다. 경제가 지배적인 농업 기반에서 혼합 구성으로 발전함에 따라, 더 많은 근로자, 특히 여성들이 제조업과 서비스 관련 전문 산업에 고용되고 있다.
급속히 성장하고 있는 중산층과 경쟁력 있는 노동력으로 인해 그 어느 때보다 많은 외국인 투자자들이 인도네시아의 강력한 제조업 부문을 이용하고 있다. 그러나 이 부문은 특히 중국과의 치열한 국제 경쟁, 인건비 증가, 높은 운송 및 물류 비용, 신용 획득 어려움, 다양한 수준의 투명성과 명확성을 포함한 중요한 과제를 안고 있다.

### 재생 에너지
인도네시아는 재생 에너지 개발에 상당한 잠재력을 가지고 있지만, 인도네시아는 국내 전기 생산에서 화석 연료의 사용에 계속해서 크게 의존하고 있다. 특히 석탄과 같은 화석 연료에 대한 지속적인 의존은 화석 연료가 좌초된 자산이 되어 국가가 재생 에너지 투자자들로부터 받을 수 있는 상당한 투자를 잃게 할 수도 있다.

### 금융, 부동산 및 비즈니스
인도네시아에는 5천만 개의 소규모 기업이 있으며, 2010년 온라인 사용 증가율은 48%에 달했다. 구글은 2012년 이전에 인도네시아에 현지 사무소를 열 것이라고 발표했다. 2011년 딜로이트에 따르면, 인터넷 관련 활동은 국내총생산(GDP)의 1.6%, 전자 및 전기기기 수출과 액화천연가스 수출의 1.51%, 1.45%보다 큰 규모다.
2011년 6월 말까지 고정 국가 자산은 1,265조 Rp (1,280억 달러)였다. 주식의 가치는 50조 Rp였고 다른 주 자산은 24조 Rp였다.
2015년에 금융 서비스는 7,2조 Rp를 부담했다. 국내외 50개 대기업이 약 70.5%의 지분을 보유하고 있었다. 그 중 14개는 수직 복합체였고 28개는 수평, 8개는 혼합체였다. 35개 기업은 주로 은행업에 종사하고 있으며 13개 기업은 비은행업에 종사하고 있으며 각 1개 기업은 특수금융업과 자본시장업에 종사하고 있다.

## 대외 경제 관계

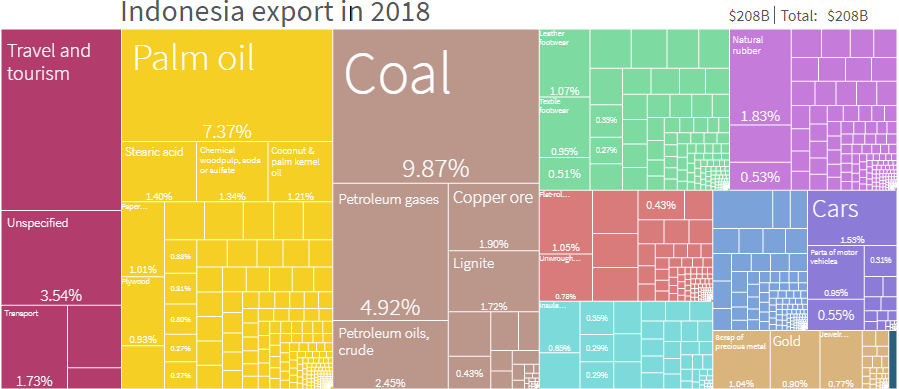
인도네시아 수출 비례대표 (2018년)

### 아세안
2010년 말까지, 아세안 내 무역은 여전히 저조했는데, 무역은 주로 아세안 중심이었던 라오스와 미얀마를 제외하고, 역외 국가들에 대한 수출이 주를 이뤘기 때문이다. 2009년에 실현된 외국인 직접 투자(FDI)는 379억 달러였으며 2010년에는 758억 달러로 2배 증가했다.
서비스 무역에 관한 아세안 기본 협정은 1995년 12월 방콕에서 열린 아세안 정상회담에서 채택되었다. 이 협정에 따라 회원국들은 점점 더 높은 수준의 약속을 제출하는 것을 목표로 서비스 무역을 자유화하기 위한 일련의 협상에 돌입한다. ASEAN은 AFAS에 따라 7가지 약속을 체결했다.
ASEAN은 의사, 치과 의사, 간호사, 건축가, 엔지니어, 회계사, 평가관 및 관광 전문가 등 8개 직종에 대해 상호 인정 협정을 체결했다. 이러한 직종의 개인은 2015년 12월 31일부터 아세안 국가에서 자유롭게 일할 수 있다.
또한 6개 회원국(말레이시아, 베트남(2개 거래소), 인도네시아, 필리핀, 태국, 싱가포르)은 국제거래소와의 경쟁을 목표로 거래 가치의 70%를 포함하는 증권거래소 통합을 위해 협력했다.
단일 시장에는 동남아시아의 단일 항공 시장 개발을 위한 이 지역의 항공 정책인 아세안 단일 항공 시장(ASEAN-SAM)도 포함될 것이다. 그것은 아세안 항공운송실무그룹에 의해 제안되었고, 아세안 고위교통관리회의의 지원을 받았고, 아세안 교통장관들의 승인을 받았다. 그것은 아세안 항공사들이 항공 여행의 성장으로부터 직접적으로 이익을 얻을 수 있도록 하는 회원국 간의 항공 여행을 자유화하고 관광, 무역, 투자, 그리고 서비스 흐름을 자유롭게 할 것으로 기대된다. 이 정책은 회원국의 조항과 일치하지 않는 기존의 일방적, 쌍무적, 다자간 항공 서비스 협정을 대체한다.

### 일본
인도네시아와 일본은 2008년 7월 1일 발효된 인도네시아-일본 경제동반자협정(IJEPA)에 서명했다. 이 협정은 양국간 투자뿐만 아니라 국경을 넘는 상품과 사람들의 흐름을 완화하기 위한 인도네시아의 첫 번째 자유무역협정이었다. 2012년, 인도네시아에는 1,200개에서 1,300개 사이의 일본 기업이 있었고, 약 12,000명의 일본인들이 인도네시아에 살고 있었다. 일본은 인도네시아, 특히 자동차, 전자제품, 에너지, 광업 부문에 수십 년 동안 투자해 왔다. 인도네시아 공화국이 형성되기 전에, 일본은 인도네시아를 천연자원의 중요한 원천으로 보았다. 일본의 천연자원의 필요성은 인도네시아가 제2차 세계 대전 동안 군사정복에서 남쪽으로 더 나아가도록 이끈 이유들 중 하나였다. 오늘날 인도네시아는 천연 고무, 액화 천연 가스, 석탄, 광물, 종이 펄프, 새우, 참치 같은 해산물과 커피의 주요 공급국이다. 전통적으로 인도네시아는 일본 자동차 및 전자제품의 주요 시장으로 여겨져 왔다. 일본 기업들에게 인도네시아는 저비용 제조 운영의 중심지일 뿐만 아니라 그러한 운영에서 필요한 다양한 천연 자원의 원천이기도 했다. 인도네시아에서는 약 1,000개의 일본 기업이 운영되고 있으며 약 30만 명의 직원을 고용하고 있다. 주요 일본 공장들은 자카르타 동쪽에 밀집해 있고, 서자와주의 브카시, 시카랑, 카라왕에 고농축되어 있다.

### 중국
중국과의 무역은 1990년대 이후 증가했고, 2014년에 중국은 일본에 이어 인도네시아의 두 번째 수출국이 되었다. 중국과 인도네시아 사이의 무역은 특히 2010년 초부터 ACFTA가 시행된 이후 증가하고 있다. 실제로 2003년 인도네시아와 중국 사이의 무역은 38억 달러에 불과했지만 2010년에는 거의 10배 증가했고 361억 달러에 달했다. 중국이 21세기에 가장 빠르게 성장하는 국가로 변모함에 따라 공통의 가족 및 문화적 유대를 공유하는 동남아시아의 시장에서 활동하는 해외 화교들의 네트워크인 밤부 네트워크에 대한 외국인 투자가 증가했다. 그러나 중국으로부터의 값싼 제품의 유입이 인도네시아 산업에 해를 끼칠 수 있기 때문에, 중국과의 자유 무역은 인도네시아에서 많은 걱정을 야기시켰다. 인도네시아 민간단체와 시민사회단체들은 인도네시아 정부와 의회 의원들에게 인도네시아가 협정에서 손을 떼거나 중국과의 조건을 재협상해야 한다고 강력히 로비를 벌였다.
중국은 인도네시아의 가장 큰 수출입 시장 역할을 하면서 인도네시아의 주요 무역 파트너들 중 1위를 유지하고 있다. 중국은 168억 달러에 달하는 일본과 미국을 제치고 인도네시아의 최대 수출국 역할을 하고 있다. 중국은 또한 인도네시아의 가장 중요한 수입원으로 2016년 인도네시아 수입의 22.7%인 308억 달러에 달한다. 그러나 2016년 인도네시아가 140억 달러의 무역 적자를 기록함에 따라 그 수지는 중국에 유리했다.
중국의 관점에서 볼 때, 2010년 이래로 전체적으로 아세안은 유럽 연합, 일본, 미국에 이어 네 번째로 큰 무역 파트너가 되었다. 아세안 회원국 중, 인도네시아는 중국의 네 번째로 큰 무역 파트너였으며, 2010년 5월 중화인민공화국 상무부의 자료에 따르면, 124억 달러에 달하며, 말레이시아 (222억 달러), 싱가포르 (179억 달러), 태국 (157억 달러)에 이어 두 번째로 크다. 중국의 경제 성장과 함께, 인도네시아는 서방과의 관계 균형을 맞추기 위해 중국과의 무역 관계를 강화하고 있다. 2020년까지 중국은 인도네시아의 최대 수출국이 되었다.

### 대한민국
과거에는, 그 관계는 임업과 의류 부문과 같은 무역과 투자를 중심으로만 발전되었다. 오늘날 그 협력은 많은 메가 프로젝트와 선진 산업으로 확대되었다. 270억 달러의 양국간 교역으로, 한국은 2012년에 인도네시아의 네 번째로 큰 무역 파트너가 되었다. 그것은 19억 4천만 달러의 투자로 인도네시아에서 세 번째로 큰 외국인 투자가가 되었다.
인도네시아에는 미원(대상사), 롯데, 용마, 한국타이어, 삼성, LG, 기아, 현대 등 투자와 영업을 해 온 한국 기업들이 많다. 2011년, 한국은 인도네시아 서자와주 브카시에 위치한 생산 공장에 3억 5천 3백만 달러를 투자했다고 발표했다.
2019년에 인도네시아와 한국 사이의 무역은 156억 5천만 달러였고 2015년과 2019년 사이에 한국 기업들은 인도네시아에 거의 70억 달러를 투자했다. 2020년 12월 인도네시아와 한국은 포괄적 경제 파트너십을 체결했다. 경제 협력의 광범위한 범위에 초점을 맞추고 있지만 자유 무역 협정과 맞먹는다. 이 협정에 따라 인도네시아는 한국산 제품의 94.8% 관세를 철폐하고 한국은 인도네시아산 제품의 95.8% 관세를 철폐한다.

### 미국
수하르토 시대 초기에 1999년에 인도네시아에 대한 미국의 수출액은 총 20억 달러로 1997년의 45억 달러에서 크게 감소했다. 주요 수출품은 건설 장비, 기계, 항공 부품, 화학, 농산물이었다. 1999년 인도네시아로부터의 미국 수입은 총 95억 달러였으며 주로 의류, 기계 및 운송 장비, 석유, 천연 고무 및 신발로 구성되었다. 인도네시아에 대한 재정 지원은 1989년에 구성된 인도네시아 협의체(CGI)를 통해 조정된다. 그것은 기부자 지원을 조정하기 위해 매년 모이는 19개의 기부국들과 13개의 국제 기구들을 포함한다. 2019년, 인도네시아의 세계 무역 점유율이 0.5%를 넘어서자, 미국 무역 대표부는 인도네시아를 "개발 도상국"으로 분류하지 않기로 결정했다. 이러한 지위의 취소에도 불구하고, 인도네시아 정부는 인도네시아가 미국에서 즐겼던 현재의 일반특혜관세제도 시설을 바꾸지 않을 것이라고 장담했다.

### 유럽 연합
유럽 연합(EU)과 인도네시아는 2012년 약 250억 달러에 달하는 양국간 무역을 통해 인도네시아와 EU 간의 무역 흑자가 57억 달러에 달했다. 지난 몇 년간 EU와 인도네시아 간의 무역은 상승 추세를 보여 왔다. 2009년 총 교역액은 거의 160억 달러였으나 2011년에는 이미 235억 달러에 달했다. EU의 경우 인도네시아는 24번째로 큰 수입국(주식 0.9%)이며 30번째로 큰 수출국(주식 0.6%)이다. 아세안 지역 내에서 인도네시아는 전체 무역에서 4위를 차지하고 있다. EU는 인도네시아에서 일본, 중국, 싱가포르에 이어 네 번째로 큰 무역 파트너로 전체 대외 무역의 거의 10%를 차지한다. EU는 인도네시아 경제에 두 번째로 큰 투자국이다. 인도네시아는 주로 EU 농산물과 가공 자원, 주로 팜유, 연료와 광산물, 섬유와 가구를 수출한다. EU의 인도네시아 수출은 주로 첨단 기계류, 운송장비, 화학제품 및 다양한 공산품으로 구성되어 있다. 본질적으로, 인도네시아와 EU 사이의 무역 흐름은 서로를 보완한다. 아세안과의 자유무역협정 협상이 점점 더 어려워지자 유럽 연합은 개별 아세안 국가들과의 협상을 추진하기 시작했다. EU와 인도네시아는 현재 무역, 투자 및 서비스를 포함하는 야심찬 포괄적 경제 파트너십 협정을 위해 노력하고 있다.

### 인도
2011년 1월 25일, 인도의 총리 만모한 싱과 인도네시아의 수실로 밤방 유도요노 대통령이 회담을 가진 후, 인도와 인도네시아는 수십억 달러 상당의 사업 계약을 체결하고 향후 5년간 무역을 두 배로 늘리겠다는 야심찬 목표를 세웠다. 인도는 또한 인도네시아가 회원국인 아세안과의 자유무역협정을 통해 인도네시아와 더 많은 경제적 관계를 맺고 있다. 양국은 2015년까지 250억 달러의 양국간 무역을 달성하고 인도네시아에 대한 인도의 누적 투자액은 200억 달러를 목표로 하고 있다.

## 투자
1980년대 후반부터 인도네시아는 경제 성장을 장려하기 위해 규제 체계에 중대한 변화를 가져왔다. 이러한 성장은 대부분 외국과 국내의 민간 투자에서 조달되었다. 미국의 투자자들은 석유와 가스 부문을 장악하고 인도네시아의 가장 큰 광산 프로젝트 중 일부를 떠맡았다. 또한, 특히 1980년대의 산업 및 금융 부문 개혁 이후 미국 은행, 제조업체 및 서비스 제공업체의 존재는 확대되었다. 다른 주요 외국인 투자자들로는 인도, 일본, 영국, 싱가포르, 네덜란드, 카타르, 홍콩, 대만, 한국이 있었다.
1997년의 위기는 민간 금융을 지속시켜야 하지만 문제가 되게 했다. 1997년과 1999년 사이에 신규 외국인 투자 승인은 거의 3분의 2로 떨어졌다. 그 위기는 추가적인 개혁이 필요한 지역을 더욱 부각시켰다. 투자 환경을 개선하기 위해 자주 인용되는 분야로는 기능하는 법률 및 사법 시스템의 구축, 경쟁 프로세스 준수, 국제적으로 허용되는 회계 및 공시 기준의 채택 등이 있다. 최근 몇 년간의 법 개선에도 불구하고, 인도네시아의 지적재산권 정권은 여전히 미약하며, 효과적인 집행의 부족은 중요한 우려 사항이다. 수하르토 정권 하에서 인도네시아는 전력, 유료 도로 및 통신을 포함한 공공 인프라의 민간 제공으로 이동했다. 그러나 1997년의 위기는 분쟁 해결 과정에서 특히 민간 기반 시설 사업 분야에서 심각한 약점을 드러냈다. 인도네시아가 대규모 노동력, 풍부한 천연자원, 현대 사회기반시설 등의 이점을 계속 누렸음에도 불구하고, 새로운 프로젝트에 대한 민간 투자는 위기 동안 대부분 중단되었다.
2010년 6월 28일 현재 인도네시아 증권거래소는 341개 상장사를 보유하고 있으며 시가총액은 2699억 달러이다. 2010년 11월 현재 시가총액의 3분의 2가 외국계 펀드 형태이며, 주식투자는 인구의 1% 정도에 불과하다. 사업과 투자 환경을 개선하기 위한 노력이 더 많이 이루어지고 있다. 세계은행의 비즈니스 설문 조사 중에서 인도네시아는 전년의 129개국에서 2010년에는 178개국 중 122개국으로 증가했다. 이러한 노력에도 불구하고, 그 순위는 여전히 지역 경쟁사들에 미치지 못하고 있고, 불리한 투자 풍토가 지속되고 있다. 예를 들어, 잠재적 외국인 투자자와 임원진은 세금을 내는 현지 거주자(인도네시아에서 전 세계 소득에 대해 세금을 내는 것)가 아니라면 인도네시아에 자신의 은행 계좌를 유지할 수 없다.

## 공공 지출
2015년에 총 공공지출은 1,806조 Rp (1,308억8천만 달러, GDP의 15.7%)였다. 국영기업(BUMN)을 포함한 정부 세입은 총 1,508조 Rp(1092억8천만 달러, GDP의 13.1%)로 2.6% 적자를 냈다. 부채와 공공 보조금의 증가와 개발 지출의 감소를 초래한 1997년 위기 이후, 인도네시아의 공공 재정은 큰 변화를 겪었다. 낮은 예산 적자를 포함한 일련의 거시 경제 정책의 결과로, 인도네시아는 개발 요구를 충족시키기 위한 충분한 재정 자원의 상황으로 이동한 것으로 여겨진다. 하비비 정부 시절 제정된 지방분권은 정부지출 방식을 바꿔 2006년까지 공공자금의 약 40%가 지방정부로 이전되는 결과를 낳았다.
2005년 국제 유가의 상승은 정부의 연료 보조금 삭감 결정으로 이어졌다. 그것은 개발에 대한 정부 지출로 100억 달러의 추가 지출로 이어졌고, 2006년까지 꾸준한 성장과 부채 상환액 감소로 인해 50억 달러가 추가로 발생했다. 그것은 1970년대 석유 붐의 세입 횡재 이후 그 나라의 첫 "재정적 공간"이었다. 지방분권과 재정 공간 덕분에 인도네시아는 공공 서비스의 질을 향상시킬 수 있는 잠재력을 가지고 있다. 이러한 잠재력은 또한 국가가 표적 기반 시설의 제공과 같은 추가 개혁에 집중할 수 있게 한다. 배정된 자금의 신중한 관리는 공공 지출에서 인도네시아의 주요 이슈로 묘사되어 왔다.
2018년 조코 위도도 대통령은 외채를 받아 부채 규모를 크게 늘렸다. 인도네시아는 그의 전임자인 SVY에 비해 부채를 1,815조 Rp 증가시켰다. 그는 이 대출금이 도로, 다리, 공항 건설과 같은 생산적인 장기 프로젝트에 사용된다고 주장했다. 스리 물랴니 재무장관은 또한 외채와 부채의 증가에도 불구하고, 정부는 또한 지방과 마을에 주어지는 사회기반시설 개발, 의료, 교육, 그리고 예산을 증가시켰다고 말했다. 정부는 외채가 여전히 통제되고 있으며, 부채가 국내총생산의 60% 이하로 제한되는 관련법을 준수하고 있다.

## 같이 보기
- 죽강
- 인도네시아의 코로나19 범유행
- 인도네시아 증권거래소
- G20 개발도상국